# Langya
Langya (chiń. upr. 琅琊区; chiń. trad. 瑯琊區; pinyin Lángyá Qū) – dzielnica miasta Chuzhou w prowincji Anhui we wschodnich Chińskiej Republice Ludowej. Liczba mieszkańców dzielnicy, w 2010 roku, wynosiła 310 427.